# Bernard Schottlander

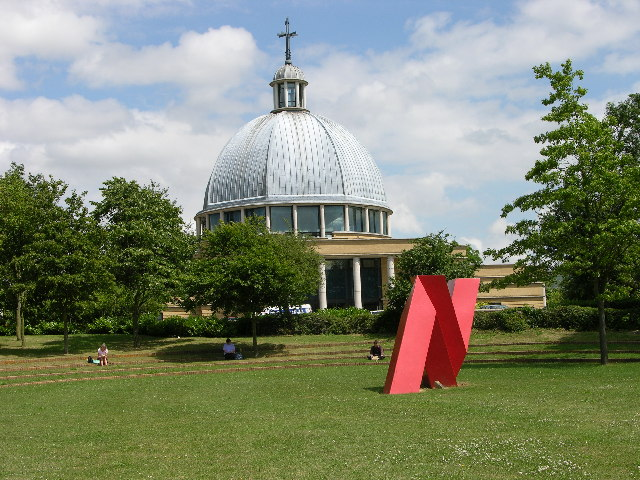
Skulptur von Schottlander in Milton Keynes

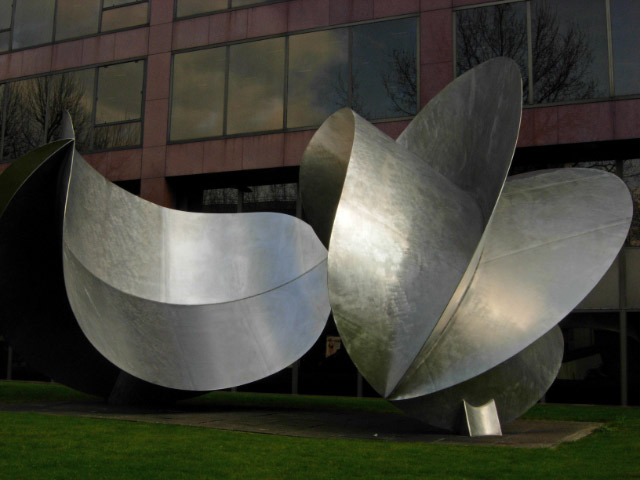
South of the River in London

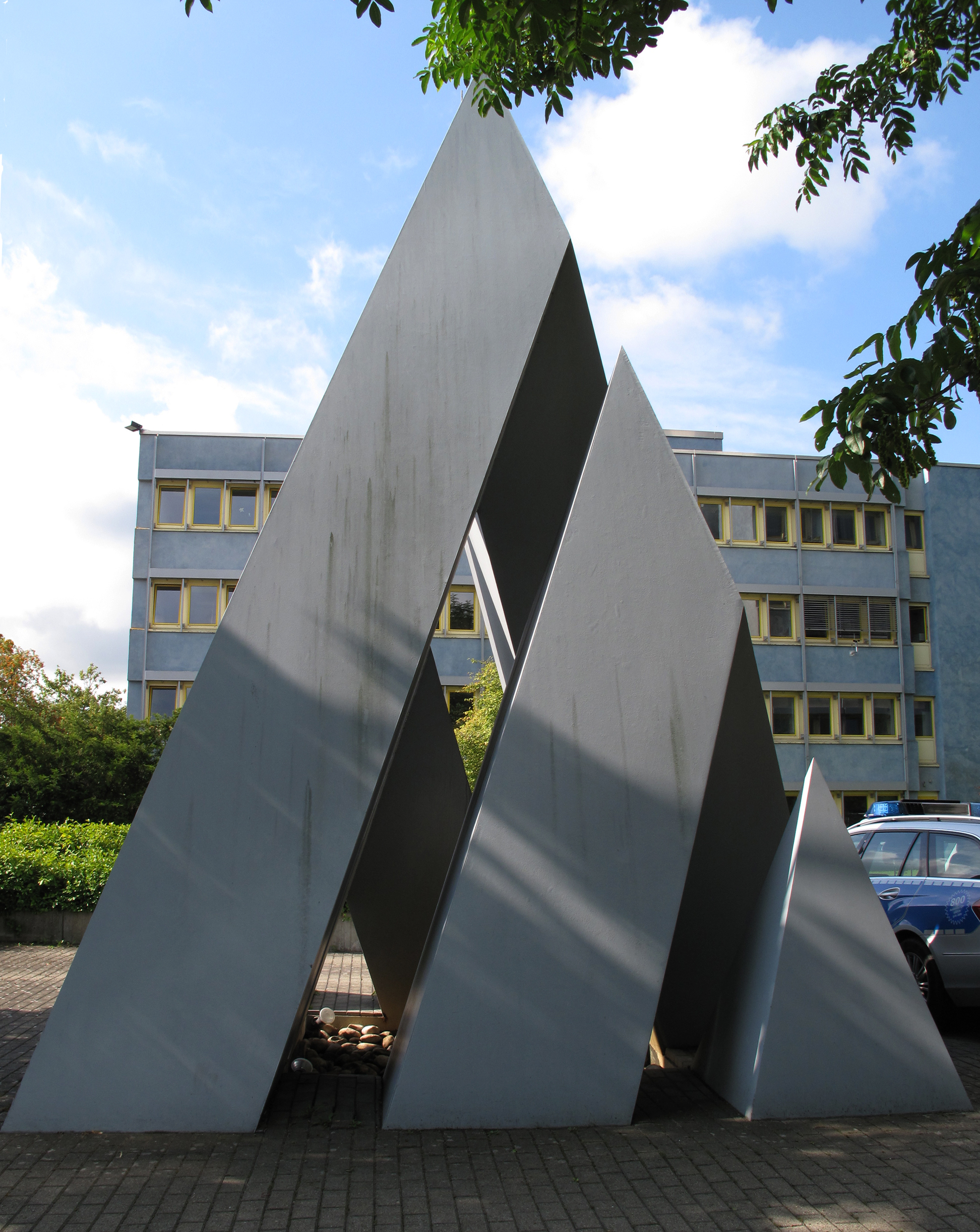
Pyramide (BS-76) in Tübingen

Bernard Schottlander (* 1924 in Mainz; † 1991 in Oxfordshire) war ein deutsch-britischer Industriedesigner und Bildhauer.

## Leben und Werk
Schottlander wurde 1924 in Mainz geboren. Als jüdischer Flüchtling kam er beim Ausbruch des Zweiten Weltkriegs 1939 nach Leeds. Er arbeitete als Schweißer und Plattner und besuchte Abendkurse in Bildhauerei an der Leeds School of Art. Von 1949 bis 1951 studierte er Industriedesign am Central Saint Martins College of Art and Design in London. Ab 1965 unterrichtete er dort. 
Schon ab 1956 entwarf er, in einer kleinen eigenen Werkstatt, Aschbecher, Stühle und Lampen für das Nationaltheater. Ab 1963 arbeitete Schottlander nur noch als Bildhauer und hatte eine erste Ausstellung 1964 beim Architekten Verband in London. 1966 folgte eine Einzelausstellung in der Art Gallery of Hamilton, im kanadischen Hamilton (Ontario). Er lebte und arbeitete in Oxfordshire.

## Werke (Auswahl)
- Toronto Kanada: November Pyramid (1967) im dortigen High Park
- Warwick: 3B Series I (1968) beim Rooten Building der University of Warwick[2]
- Milton Keynes: 3B Series No.2, 3B Series No.6 en 2MS Series No.4 (1968–70), Public Gardens[3]
- London: South of the River (1976), beim Becket House, am South Bank Skulpturenweg zwischen dem Nationaltheater und der Themse.
- Tübingen: Pyramide (BS-76) (1976), Konrad-Adenauerstraße

## Publikation
- Indoors and Outdoors (No. 56): The Sculpture and Design of Bernard Schottlander. The Henry Moore Foundation, Leeds 2007